# بطولة العالم للدراجات على المضمار 1921
بطولة العالم للدراجات على المضمار 1921 هي الدورة ال24 من بطولة العالم للدراجات على المضمار، أجريت في كوبنهاغن، الدنمارك.

## النتائج النهائية
| المسابقة                              | ذهبية               | فضية               | برونزية           |
| ------------------------------------- | ------------------- | ------------------ | ----------------- |
| السرعة الفردية                        | Piet Moeskops (NED) | روبرت سبيرز ‏ (AUS) | بيير سيرجنت (FRA) |
| سباق مطاردة الدراجة النارية للمحترفين | فيكتور ينارت (BEL)  | بول سوتر (SUI)     | بول غيينارد (FRA) |